# NGC 6750
NGC 6750 este o galaxie situată în constelația Dragonul. A fost descoperită în 10 septembrie 1885 de către Lewis A. Swift. Se află la o distanță de 37,33 de megaparseci de Pământ.